# 安蒂克省
安蒂克省（Antique Province）位于菲律宾米沙鄢群岛中部的班乃岛，是西米沙鄢区的一个省，人口约47万（2000年），首府圣何塞。